# Château du Maurier
Le château du Maurier est un château construit au XIXe siècle, sur la commune de La Fontaine-Saint-Martin dans le département de la Sarthe. Il est en partie inscrit au titre des monuments historiques.

## Histoire
Le château est bâti par Pierre-Félix Delarue à l'emplacement d'un ancien manoir du début du XVIe siècle. Le premier propriétaire du château est François-Théodore Latouche, maire de La Flèche.

## Architecture
Le château est construit dans le style néo-Renaissance. La charpente de la grange est édifiée dans le style inspiré par Philibert Delorme.

## Protections
Le château et ses dépendances (orangerie, communs et pavillon de jardin) font l'objet d'une inscription aux monuments historiques depuis le 29 septembre 1992.